# Aleuropteryx furcocubitalis
Aleuropteryx furcocubitalis är en insektsart som beskrevs av H. Aspöck och U. Aspöck 1968. Aleuropteryx furcocubitalis ingår i släktet Aleuropteryx och familjen vaxsländor. Inga underarter finns listade i Catalogue of Life.